# Balázs Ferenc (szabadságharcos)
Balázs Ferenc (Mátészalka, 1933. május 20. – 1957. április 10.) vízvezeték-szerelő, szabadságharcos.

## Élete
Balázs Ferenc 1933. május 20-án született Mátészalkán. Az elemi iskola után négy polgárit végzett, majd tanulmányait az építőipari technikumban folytatta, azonban tanulmányait anyagi okok miatt az első év után abba kellett hagynia. Ezt követően a Budapesti Épületszerelő Vállalatnál helyezkedett el, ahol kitanulta a vízvezetékszerelő-szakmát, és a továbbiakban szakmájában helyezkedett el.
1953-ban Tokajba került katonai munkahelyre, de itt még abban az évben államtitok megsértésének vádjával letartóztatták, később két és fél év börtönbüntetésre ítélték. Ebből tizennégy hónapot töltött le a tatabányai büntető munkahelyen, 1954 áprilisában helyezték feltételesen szabadlábra.
Szabadulását követően szakmájában dolgozott több munkahelyen. 1956. október 7-én megkísérelte elhagyni az országot, de Győr közelében elfogták, és a Fő utcai börtönbe szállították. Az előzetes letartóztatásból október 30-án szabadult. Október 30-án a Páva utcai rendőrségen, majd a Tompa utcai fegyveresek révén próbált meg igazolványhoz jutni, eredménytelenül. Utóbbi helyről a Corvin közbe küldték. Itt találkozott egy volt rabtársával, aki rábeszélte, vállaljon fegyveres őrséget. Itt a 13. kerület, Huba utca 7. szám alatti vöröskeresztes raktárnál ellenőrizte a bejövő és kimenő személyeket.
November 2-án délután leadta szolgálati fegyverét a Teve utcai rendőrségen, de mivel nem volt budapesti szállása, továbbra is a Huba utcai iskola épületében lakott. November közepén az iskola egyik tanárával összeszedték a környékről az elszórt fegyvereket, nehogy gyerekek kezébe kerülve tragédia történjen, és ezeket lekezelve elásták az iskola udvarán.
Még az évben a 9. kerületi Aszódi utcába költözött, és egy autószerelő kisiparosnál mint kisegítő helyezkedett el.
1957. március 22-én tartóztatták le. A Budapesti Katonai Bíróság 1957. március 28-án megtartott statáriális tárgyaláson fegyverrejtegetés vádjával halálra ítélte. Április 10-én kivégezték.